# Lady (Hear Me Tonight)
Lady (Hear Me Tonight) è un singolo del duo musicale francese Modjo, pubblicato l'8 maggio 2000 come primo estratto dall'unico album in studio Modjo.

## Descrizione
La canzone è accreditata a Nile Rodgers, Bernard Edwards, Yann Destagnol e Romain Tranchart ed è stata prodotta da questi ultimi due.
Contiene un campionamento fatto con la chitarra di Soup for One degli Chic.
Il brano è stato successivamente inserito nell'album Modjo, pubblicato un anno dopo il successo europeo ottenuto dal duo con questa canzone.

## Successo commerciale
È stato l'unico singolo dei Modjo a raggiungere la vetta della classifica in Regno Unito, rimanendo alla numero uno per due settimane. Il singolo, oltre alla versione classica della canzone che è diventata uno dei tormentoni estivi di quell'anno, conteneva anche una versione acustica della stessa, mentre i remix sono stati realizzati da Harry Romero, Roy Davis Jr. e Danny Tenaglia.

## Nella cultura di massa
Il brano fa da colonna sonora al film Body Guards - Guardie del corpo, successivamente è stato scelto dalla Rockstar Games per GTA V dove esso viene inserito all'interno di una stazione radio.
Nel 2024 viene rilasciato il singolo For Life del dj norvegese Kygo con Nile Rodgers e Zak Abel, il quale contiene un campione della canzone. Un'altra canzone che campiona il ritornello di Lady (Hear Me Tonight) é Maybach dei cantanti Shiva e Sfera Ebbasta. Del brano sono stati fatti numerosi remix.

## Tracce
CD-Maxi (Barclay 561 913 2 (UMG) / EAN 0731456191324)
1. Lady (Hear Me Tonight) (Radio Edit) – 3:46
2. Lady (Hear Me Tonight) – 5:05
3. Rollercoaster – 6:08
4. Lady (Hear Me Tonight) (Remix) – 7:07

## Classifiche
| Classifica (2000) | Posizione raggiunta |
| ----------------- | ------------------- |
| Europa            | 1                   |
| Regno Unito       | 1                   |
| Svizzera          | 1                   |
| Italia            | 2                   |
| Finlandia         | 3                   |
| Norvegia          | 3                   |
| Paesi Bassi       | 4                   |
| Belgio (Fiandre)  | 5                   |
| Nuova Zelanda     | 5                   |
| Francia           | 7                   |
| Austria           | 8                   |
| Svezia            | 8                   |
| Australia         | 10                  |
| Danimarca         | 17                  |